# Identificazione di sistemi dinamici
Il campo dell'identificazione di sistema utilizza metodi statistici per costruire modelli matematici di sistemi dinamici da dati misurati. L'identificazione del sistema include anche la progettazione ottimale di esperimenti per generare in modo efficiente dati informativi per l'adattamento di tali modelli e la loro riduzione del modello.

## Panoramica
Un modello matematico dinamico in questo contesto è una descrizione matematica del comportamento dinamico di un sistema o processo nel dominio del tempo o della frequenza. Esempi possono essere:
- processi fisici come il movimento di un corpo che cade sotto l'influenza della gravità;
- processi economici come i mercati azionari che reagiscono alle influenze esterne.

Una delle molte possibili applicazioni di identificazione del sistema è nei sistemi di controllo. Ad esempio, è la base per i moderni sistemi di controllo basati sui dati, in cui i concetti di identificazione del sistema sono integrati nella progettazione  e gettano le basi per le prove di performance del sistema.

### Input-output vs  esclusivamente output
Le tecniche di identificazione del sistema possono utilizzare sia i dati di input che di output (ad esempio l'algoritmo di realizzazione di eigensystem) o possono includere solo i dati di uscita (ad esempio la decomposizione del dominio di frequenza). In genere una tecnica di input-output sarebbe più accurata, ma i dati di input non sono sempre disponibili.

### Progettazione ottimale degli esperimenti
La qualità dell'identificazione del sistema dipende dalla qualità degli ingressi, che sono sotto il controllo dell'ingegnere dei sistemi. Pertanto, gli ingegneri di sistema hanno a lungo usato i principi del design degli esperimenti. Negli ultimi decenni, gli ingegneri hanno utilizzato sempre più la teoria del design sperimentale ottimale per specificare input che producono stimatori estremamente precisi.

## Scatola bianca e nera
Si potrebbe costruire un cosiddetto modello white-box basato su principi primi, ad es. un modello per un processo fisico dalle equazioni di Newton, ma in molti casi tali modelli saranno eccessivamente complessi e forse persino impossibili da ottenere in tempi ragionevoli a causa della natura complessa di molti sistemi e processi.
Un approccio molto più comune è quindi quello di iniziare dalle misurazioni del comportamento del sistema e delle influenze esterne (input al sistema) e cercare di determinare una relazione matematica tra di esse senza entrare nei dettagli di ciò che sta realmente accadendo all'interno del sistema. Questo approccio è chiamato identificazione del sistema. Due tipi di modelli sono comuni nel campo dell'identificazione del sistema:
- modello di scatola grigia: sebbene le peculiarità di ciò che sta accadendo all'interno del sistema non siano completamente note, un certo modello basato su entrambe le intuizioni nel sistema e sui dati sperimentali è costruito. Questo modello tuttavia ha ancora un numero di parametri liberi sconosciuti che possono essere stimati utilizzando l'identificazione del sistema.[4][5] Un esempio [6] utilizza il modello di saturazione di Monod per la crescita microbica. Il modello contiene una semplice relazione iperbolica tra la concentrazione del substrato e il tasso di crescita, ma ciò può essere giustificato da molecole che si legano a un substrato senza entrare nei dettagli sui tipi di molecole o tipi di legame. La modellazione dei riquadri grigi è anche nota come modellazione semi-fisica.[7]
- modello scatola nera: nessun modello precedente è disponibile. La maggior parte degli algoritmi di identificazione del sistema sono di questo tipo.

Nel contesto dell'identificazione del sistema non lineare Jin et al. descrivere la modellazione delle scatole grigie assumendo una struttura del modello a priori e quindi stimando i parametri del modello. La stima dei parametri è relativamente semplice se la forma del modello è nota, ma raramente è così. In alternativa, i termini della struttura o del modello per entrambi i modelli nonlineari lineari e altamente complessi possono essere identificati utilizzando i metodi NARMAX. Questo approccio è completamente flessibile e può essere utilizzato con modelli di box grigi in cui gli algoritmi sono innescati con i termini noti o con modelli di box completamente neri in cui i termini del modello vengono selezionati come parte della procedura di identificazione. Un altro vantaggio di questo approccio è che gli algoritmi selezioneranno solo termini lineari se il sistema in studio è lineare e termini non lineari se il sistema è non lineare, il che consente una grande flessibilità nell'identificazione.